# Parantica wallacii
Parantica wallacii är en fjärilsart som beskrevs av Felix Bryk 1937. Parantica wallacii ingår i släktet Parantica och familjen praktfjärilar. Inga underarter finns listade i Catalogue of Life.